# Paolo Emilio Carapezza
Paolo Emilio Carapezza (Roma, 11 ottobre 1937) è un musicologo italiano professore emerito dell'Università di Palermo.

## Biografia
Nato a Roma da genitori siciliani, si è trasferito a Palermo nel 1946.
Nel 1960-61 è stato allievo di Bruno Maderna ai Ferienkurse für Neue Musik di Darmstadt.
Già assistente di Luigi Rognoni all'Università di Palermo, è stato tra gli organizzatori delle Settimane internazionali di nuova musica di Palermo (1960-68). Con Antonino Titone ha fondato a Palermo, nel 1963, la rivista «Collage». Nel 1970 è succeduto a Rognoni ricoprendo gli incarichi di docente di Storia della musica e, fino al 2000, direttore dell'Istituto di Storia della musica dell'Ateneo palermitano.
Ha diretto diverse collane, tra cui «Musiche rinascimentali siciliane» (collana che ha consentito la riscoperta di grandi musicisti siciliani come Sigismondo d'India, Antonio il Verso e Pietro Vinci grazie anche al contributo degli studiosi invitati a collaborare, tra cui Lorenzo Bianconi e Glenn Watkins) per la casa editrice fiorentina Olschki (dal 1970), «Puncta» per la palermitana Flaccovio (dal 1974), «Aglaia» per la LIM di Lucca (dal 1997) e «Constellatio musica» per L'Epos di Palermo (2005).
Studioso delle musiche del XX secolo, del Rinascimento e dell'Età ellenistica, si è occupato anche del teatro mozartiano e di teoria e filosofia della musica.

## Opere (selezione)
- P. E. Carapezza, La musica a Firenze nel Rinascimento: dal madrigale al melodramma, Firenze, Musicus concentus, 1986.
- P. E. Carapezza, Figaro e Don Giovanni: due folli giornate, Palermo, Flaccovio, 1974.
- P. E. Carapezza, Antiche musiche elleniche, Palermo, Alfieri e Ranieri, 1997.
- P. E. Carapezza, Tre lezioni sulla musica del Rinascimento, Palermo, Il Pellicano, 1985.
- P. E. Carapezza, Radici, tronco, rami, foglie, fiori e frutti delle sei "Settimane Internazionali di Nuova Musica" di Palermo (1960-1968), in AA. VV., Nuova Musica. Le Settimane Internazionali di Palermo (1960-1968), Gioiosa Marea, Pungitopo, 2013, pp. 11-20.
- P. E. Carapezza, Le sei Settimane Internazionali di Nuova Musica di Palermo, in di Franco Evangelisti e di alcuni nodi storici del tempo, Roma, Nuova Consonanza, 1980.
- P. E. Carapezza, Sicelides Musae: musiche in Sicilia dall'antichità ai nostri giorni, a cura di M. A. Balsano, A. Collisani, G. Collisani, G. Garofalo, P. Misuraca, M. Privitera, A. Tedesco, Roma, Aracne, 2019.
- P. E. Carapezza, Musiche e Muse. Compositrici nel Rinascimento, in Musica senza aggettivi. Studi per Fedele d'Amico, a cura di Agostino Ziino, Firenze, Olschki, 1991, pp. 21-30.
- P. E. Carapezza, Scelte poetiche e vincoli stilistici del Sagittario madrigalista, in G. Rostirolla (a cura di), Heinrich Schütz e il suo tempo. Atti del I convegno internazionale di studi (Urbino, 29-31 luglio 1978), Roma, Società Italiana del Flauto Dolce, 1981.